# Вільям Бергер (актор)
Вільям Бергер, також відомий як Білл Бергер і Вільгельм Бергер, народжений як Вільгельм Томас Бергер (20 червня 1928 – 2 жовтня 1993) був американським актором, який в основному асоціювався з євро та спагетті-вестернами.

## Біографія

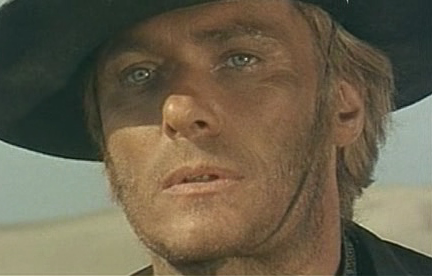
Бергер у фільмі «Faccia a faccia» (1967)

Вільям Бергер народився 20 червня 1928 року в Інсбруку, Австрія. Обоє його батьків були лікарями, і представниками заможної родини. Початок Другої Світової війни застала сім'ю Вільяма на відпочинку у Італії. Після цього вони іммігрували до США і оселилися в Нью-Йорку. Вільям навчався в Колумбійському університеті і брав участь у складі спортивної команди у відбіркових змаганнях до Олімпіади 1948 року. Після трирічної військової служби, яка привела його до Кореї, він недовго працював в IBM, але незабаром звернувся до акторства. Кар'єра Бергера розпочалась із роботи у бродвейському театрі. Після переїзду до Італії він отримав свою першу роль у вестерні "Розрив" (1965), що стало початком його активної участі в жанрі спагеті-вестернів. Серед найвідоміших стрічок за його участі — "Faccia a faccia" (Віч-на-віч) (1967), "Today We Kill, Tomorrow We Die!" (Сьогодні — вбивство, завтра — смерть) (1968), If You Meet Sartana Pray for Your Death (Якщо ви зустрінете Сартану, помоліться за вашу смерть) (1968), "Сабата" (1969) та Кеома (1975). Окрім вестернів, Бергер знімався у численних фільмах жахів, зокрема "П'ять ляльок для серпневого місяця",  «Мій дорогий вбивця», «Акула-монстр» і «Клініка вбивств» . Його стиль гри вирізнявся харизмою та емоційністю, проте кар’єрі часто заважала його пристрасть до експериментів із наркотичними речовинами. Актор Бретт Хелсі, який неодноразово працював з Бергером, згадував, як під час зйомок сцени верхи на коні той раптово нахилився і зісковзнув із сідла, чим спричинив затримку зйомок.
На початку 1970-х років Бергер був неправомірно звинувачений у зберіганні гашишу та кокаїну і провів деякий час в італійській в’язниці. Після звільнення він відновив свою акторську діяльність. Серед його пізніших фільмів — "Super Fly TNT" (Суперфлай: Бомба уповільненої дії) (1973), "Oil!" (Нафта!) (1977), Геркулес(1983) та Королівська хвойда (1990). У 1985 році Бергер опублікував мемуари "На півдорозі додому" (англ. Half Way Home), в яких розповів про своє життя та творчий шлях. Він також тісно співпрацював із іспанським режисером фільмів жахів Хесусом Франко, знявшись у семи його стрічках: "Зловісні очі доктора Орлоффа", "Ніч убивць", "Безликі", "Амазонки з золотого храму", "Любовні листи португальської черниці", "Брудна гра в Касабланці" та "15-річний капітан".

## Особисте життя
Вільям Бергер був одружений п’ять разів і мав п’ятьох біологічних дітей, а також усиновив шосту дитину. 
Його першою дружиною була Марджорі Бергер, з якою він мав трьох дітей: Керін Бергер (нар. 1952), актрису Дебру Бергер (нар. 17 березня 1957) та Венделла Нельсона Бергера (нар. 28 грудня 1972). Після розлучення з Марджорі він одружився з італійською актрисою Каролін Лобравіко. Під час зйомок фільму Клініка вбивств в Італії, поки Бергер працював на майданчику, Каролін була заарештована за зберігання наркотиків. Вона померла у в’язниці від перитоніту. Сам Бергер також був звинувачений у незаконному зберіганні наркотиків і провів деякий час у в’язниці до свого звільнення в березні 1971 року.
Третім його шлюбом було подружжя зі співачкою та актрисою Ханьєю Кочанскі. У них народився син Казимір Бергер (нар. 7 жовтня 1974, Лондон). Бергер також був вітчимом актриси Каті Бергер, доньки Кочанскі від попередніх стосунків. Разом із сином Казимиром він знімався у мінісеріалах «Христофор Колумб» і «Туарег – Воїн пустелі» . Четвертою дружиною Бергера стала Дьорте Фьольц, у шлюбі з якою народився син Олександр Фьольц. Його п’ятою та останньою дружиною була Лінда Бергер.
Його п'ятий і останній шлюб був з Ліндою Бергер.
Бергер помер 2 жовтня 1993 року в Лос-Анджелесі, Каліфорнія, внаслідок раку. Режисер Хесус Франко, близький друг актора, глибоко переживав його смерть і згадував про нього з теплотою в численних інтерв’ю. В одному з таких інтерв’ю, включеному до додаткових матеріалів DVD-видання фільму Зловісні очі доктора Орлоффа, Франко припустив, що Бергер міг померти від захворювання, пов’язаного з крихкістю кісток.

## Вибрана фільмографія
- Задній двір (1961) - стюард (в титрах не вказаний)
- Потяг фон Раяна (1965) - людина з Гестапо (в титрах не вказаний)
- Людина з шарами (1965) - Бенні (в титрах не вказаний)
- Велика ніч для Рінго (1966) - Джек Белман / Рінго
- Клініка вбивств (1966) - доктор Роберт Венс
- Кіско (1966) - Ель Кіско
- Золота куля (1967) - Білл Тато
- Гарем (1967) - Маріо
- День, коли риби вийшли на берег (1967) - спляча людина
- Віч-на-віч (1967) - Чарлі «Час» А. Сірінго

- Сьогодні — вбивство, завтра — смерть (1968) - Франциск «Кольт» Моран
- Кожен виродок - король (1968) - Рой Геммінг
- Його ім'я кричало про помсту (1968) - Сем Келлог
- Якщо ви зустрінете Сартану, помоліться за вашу смерть (1968) - Ласкі
- Неконтрольований (de) (1968) - Велте
- Петля для Джанго (1969) - Еверетт «Біблія» Мердок

- Голова у воді, а хвіст у повітрі’ (de) (1969) - Грунер, кінопродюсер
- Сабата (1969) - Банжо
- Гарячі тіні (1970) - Калеб
- Голуб не має літати (1970)
- П'ять ляльок для серпневого місяця (1970) - професор Гері Фаррел
- Сартана у долині смерті (1970) - Лі Калловей (Сартана)
- Його звали могилою (1971) - Дюк
- Мій дорогий вбивця (1972) - Джорджо Канавезе

- Великий провал (1972) - Боб Шау
- Життя під загрозою (1972) - Андре
- Зловісні очі доктора Орлоффа (1973) - доктор Орлофф
- Лоша у руках диявола (1973) - Ісак МакКорні
- Божий кат (1973) - Падре Тоні Ланг
- Суперфлай: Бомба уповільненої дії (1973) - Лефебре
- ...і на третій день прилетіла ворона (1973) - Ворона
- Янкі Дудл (1973) - Док Холлідей
- Швидка рука (1973) - Мачедо
- Чоловік із золотим вінчестером (1973) - Метью Бонд
- інакше ми зберемося разом (1973) - Анжело Біондо
- П'ятнадцятирічний капітан (1974) - Негоро
- Троє сильних чоловіків (1974) - капітан Райан
- Ситуація (1974) - Ральф
- Ніч вбивць (1974) - барон Сімонс
- Неймовірний візит (1974)
- Термінал (1974) - Рудольф Архамм
- Парапсихолог - спектр страху (1975) - професор
- Кар'єра покоївки (1976) - Франц
- Нік Жало (1976) - Ройцман
- Переворот (1976)
- Тоді Агніс вирішила померти (1976) - Клінто
- Keoma (1976) - Вільям Шаннон
- Нафта! (1977) - Білл Манн
- Любовні листи від португальської монахині (1977) - батько Вінсент
- Каліфорнія (1977) - містер Престон
- У цю ніч (1977)
- Дружина-коханка (1977) - граф Брандіні
- Святе лайенр (1978) - сенатор Альбенчі
- Усе почнеться одного ранку: я — жінка, ти — жінка (1978) - Лучіано
- Пожирачі смертей (1979) - Фелікс
- Вечерні мандрівники (1979) - Кокі Фантана
- Холокост. Частина друга: спогади, помилки та помста (1980) - полковник Ганс
- День кобри (1980) - Джек Голдсміт
- Розриви (1981)
- Ліс любові (1981)
- Дівчина з Тріесту (1982) - Чарлі
- Алмазне з'єднання (1982) - інспектор
- Айронмастер (1983) - Мого
- Геркулес (1983) - король Мінос
- Момент пригод (1983) - Дойль
- Ганна.К (1983) - німецький журналіст
- Вбивця був у чорних панчохах (1984)
- Акула - монстр (1984) - професор Дональд Вест
- Тигр: весна у Відні (de) (1984) - Філіп Марібор
- Змінюючи цілі (1984) - Брошат
- Христофор Колумб (міні серіал) (1985) - Франсіско де Бобаділья
- Пригоди Геркулеса (aka Геркулес) (1985) - король Мінос
- Брудні ігри в Касабланці (1985) - Дін Бейкер
- Текс і Володар глибин
 (1985) - Kit Carson
- The Berlin Affair (1985) - The Professor
- The Fifth Missile (1986, TV Movie) - доктор Стріктланд
- Тарот (1986) - Міттлер
- Амазонки золотого храму (1986) - Урук
- Смерть Емпедокла (1987) - Критій
- Контроль (1987) - Mr. Peterson
- Ударний командо (1987) - майор Харріман (English version, voice, uncredited)
- Дальні вогні (1987) - Dr. Montanari
- Джанго 2 (1987) - старий чоловік
- Пекельні мисливці (1988) - Карл
- Брати із космосу (1988) - полковник Грант
- Вища риса (1988) - Алонсо Кінтеро
- Гніздо павука (1988) - загадкова людина
- Наберіть довідку (1988) - професор Ірвінг Кляйн
- Шовкопряди (1988)
- Майя (1989) - Соломон Сливак
- Сьогодні я небезпечний (1990) - Пенк
- Міністр Лекс (1990)
- Королівська хвойда (1990) - Граф Лонгі
- Незнана любов (1991) - Пьеро
- Бак на краю раю (1991) - дідусь Томас
- Берлін  (1993) - Ернест
- 1800 днів тому (1993) - Розенбауд (в титрах не вказаний)

## Зовнішні посилання
- Вільям Бергер на IMDb